# George Campbell (piłkarz)
George Hampton Campbell (ur. 22 czerwca 2001 w Chester) – amerykański piłkarz występujący na pozycji środkowego obrońcy, reprezentant Stanów Zjednoczonych, od 2023 roku zawodnik kanadyjskiego CF Montréal.